# أل بيريز
أل بيريز (بالإنجليزية: Al Perez)‏ هو مصارع محترف أمريكي، ولد في 23 يوليو 1960 في تامبا في الولايات المتحدة.

## روابط خارجية
- أل بيريز على موقع CageMatch worker (الإنجليزية)
- أل بيريز على موقع قاعدة بيانات المصارعة على الإنترنت (الإنجليزية)
- أل بيريز على موقع عالم المصارعة على الإنترنت (الإنجليزية)